# Mularpsbäckens dalgång

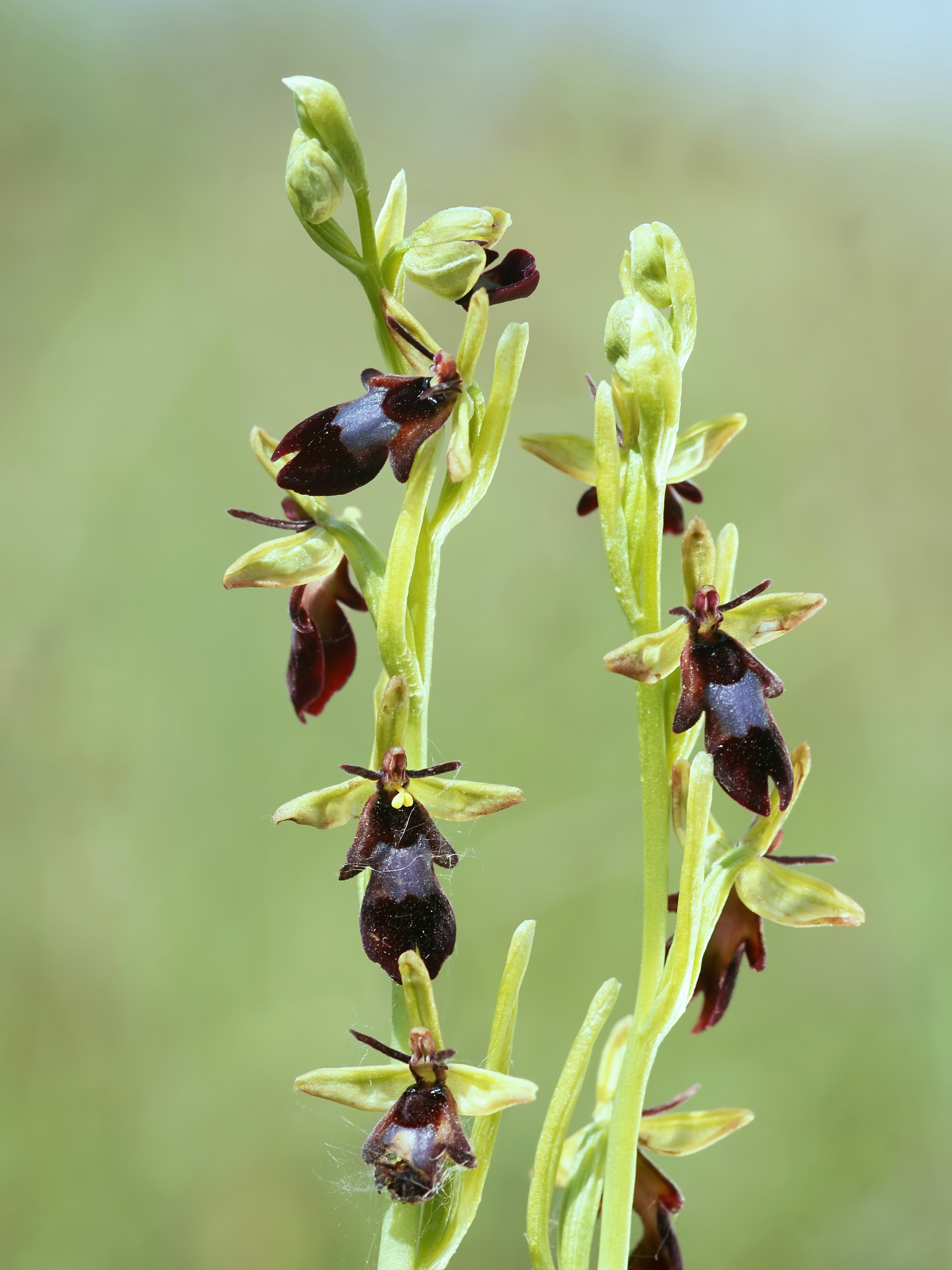
Flugblomster

Mularpsbäckens dalgång är ett naturreservat i Falköpings kommun i Västergötland.
Reservatet ligger strax nordost om Mularps kyrka på Gerumsbergets västsluttning. Det avsattes som naturreservat 1993 och är ett 17 hektar stort område. Artrikedomen inom området beror på det kalkhaltiga och näringsrika vattnet från sluttningen.
Området består av lövskog med äldre träd, samt våtmarker med rik vegetation. I skogen växer ädellövträd som lönn, alm och lind. I mera våta områden växer klibbal, gråal, björk och asp. I rikkärren växer många starrarter och orkidéer. Några ovanliga arter kan man hitta såsom ängsnycklar, Jungfru Marie nycklar, flugblomster och nattviol. Den sällsynta sumpröksvampen finns i detta område.  
Området ingår i EU:s ekologiska nätverk av skyddade områden, Natura 2000.

## Galleri

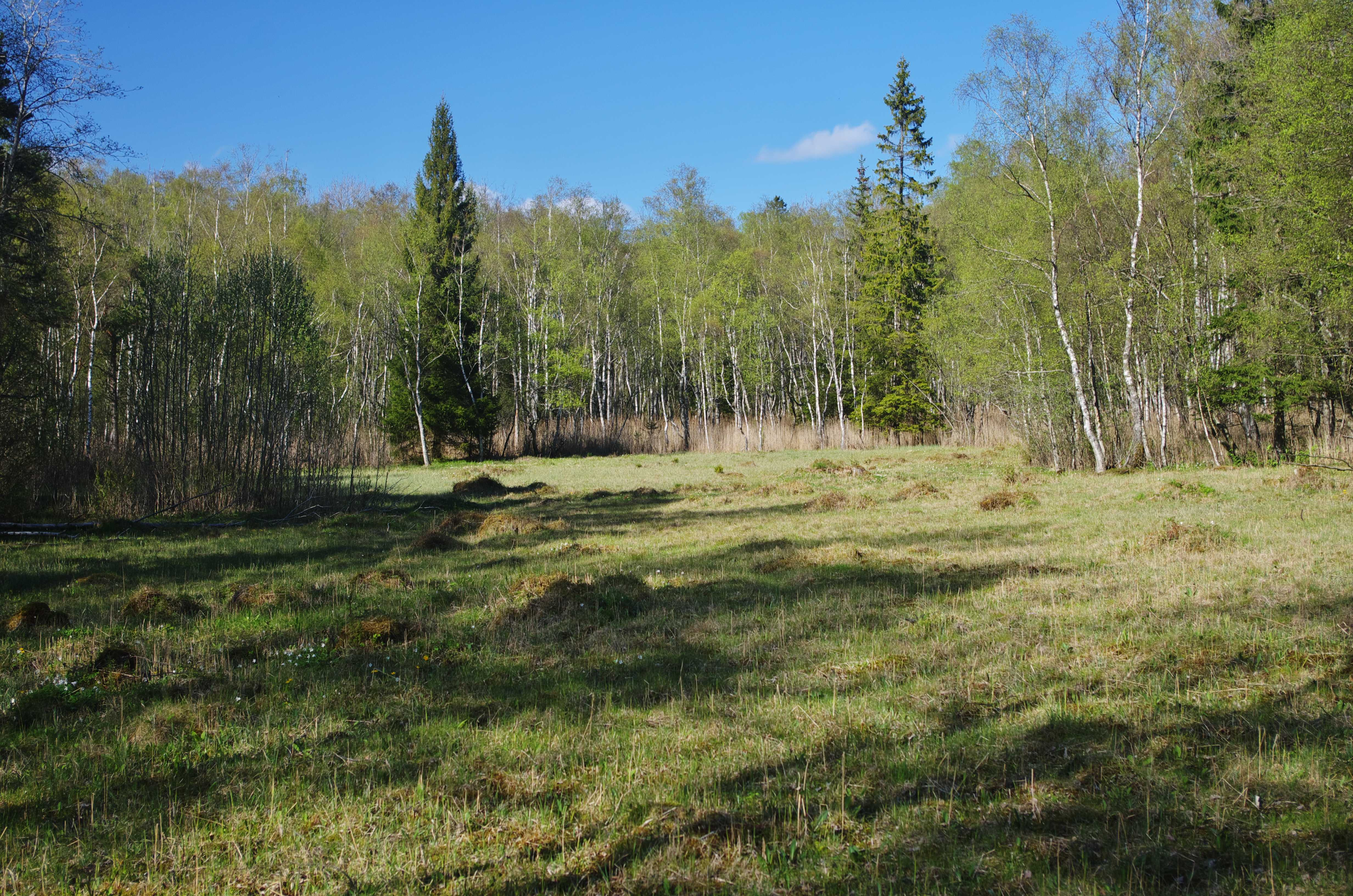
En våtmark.
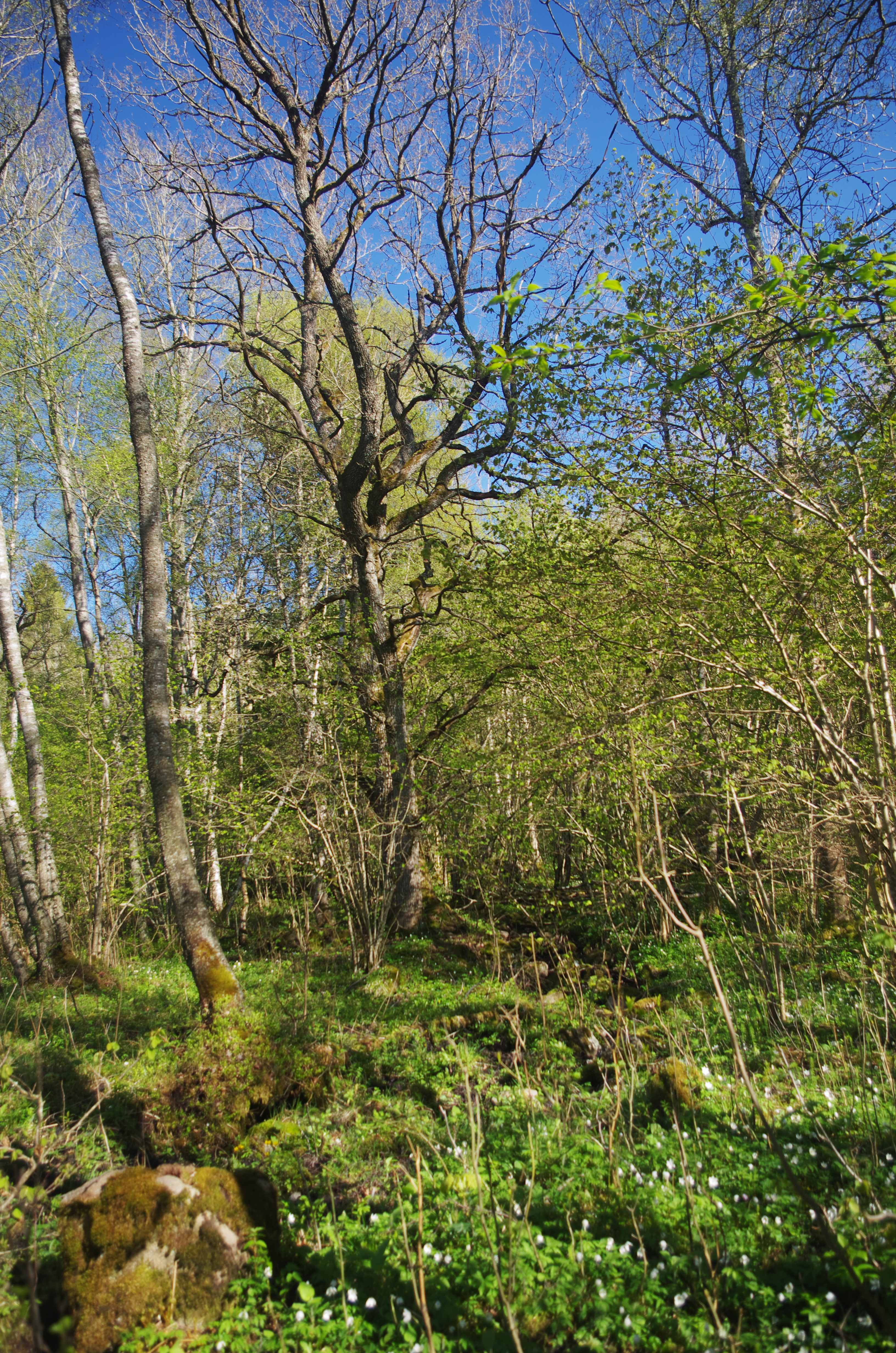
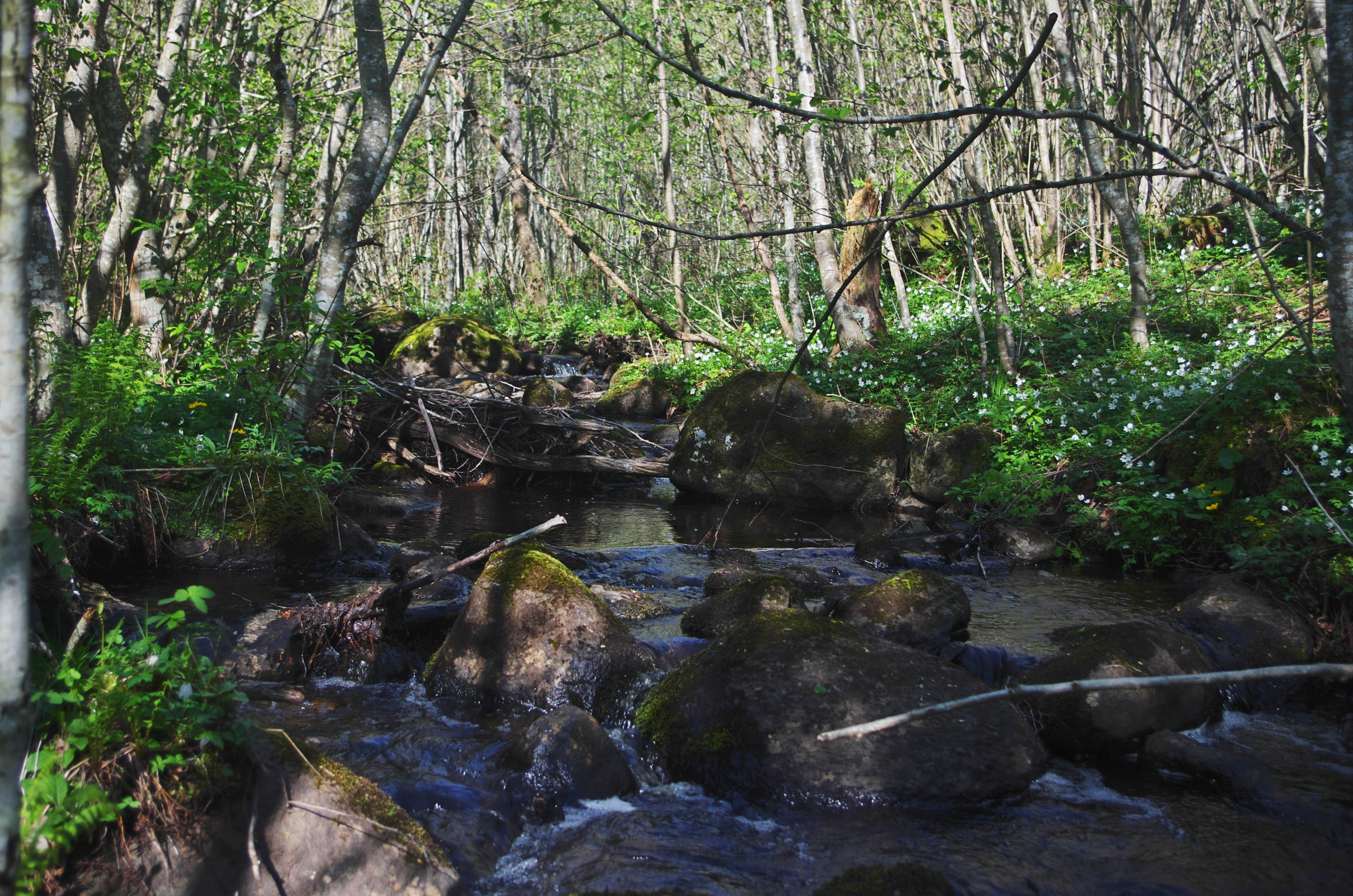
Mularpabäcken